# Coliseo Gran Chimú
El Coliseo Gran Chimú, es un recinto techado multiusos de la ciudad de Trujillo (Perú) diseñado por el arquitecto Walter Weberhofer en Mansiche, Trujillo, entre 1965 y 1971. Asimismo es sede del Concurso Nacional de Marinera desde la década de 1970, símbolo de la ciudad de Trujillo. Durante 2019 estuvo cerrado por vulnerar normas de Defensa Civil

## Ubicación
Se ubica en el Complejo Deportivo Mansiche exactamente en la Avenida Manuel Vera Enríquez de Trujillo.

## Eventos deportivos
- Fue sede de diversos acontecimientos deportivos entre los que destacan El IX Campeonato Mundial de Voleibol Femenino de mayores realizado en Perú el año 1982.

- En el año 2011, se llevó a cabo el Campeonato Mundial de Voleibol Femenino Sub-20, en Lima y Trujillo. En este coliseo se llevaron a cabo los partidos del Grupo B (Brasil, Serbia, Italia y Cuba) y Grupo D(Rusia, Japón, China y República Dominicana).

- Fue designado para albergar algunas disciplinas deportivas como vóley en los XVII Juegos Bolivarianos Trujillo 2013 en la ciudad de Trujillo.

- En agosto de 2014 albergó algunos partidos del Grand Prix de Voleibol de 2014, concretamente será sede de la serie M del grupo 2 del torneo internacional.[4]
- En julio de 2015 albergará algunos partidos del Grand Prix de Voleibol de 2015, concretamente será sede de la serie P del grupo 3 del torneo internacional.[4]

## Conciertos
Se han realizado algunos conciertos en el Coliseo Gran Chimu, el más icónico siendo el de Soda Stereo por la Gira Signos del 87, además de presentarse bandas nacionales de música tradicional peruana.

Lista de algunos conciertos realizados: